# Plato de Tivoli
Plato de Tivoli (em latim: Plato Tiburtinus, Tivoli, fl. século XII) foi um matemático, astrônomo e tradutor italiano do século 13 que morou em Barcelona de 1116 a 1138. É conhecido por traduzir documentos hebreus e árabes em latim, sendo provavelmente o primeiro a traduzir informações sobre o astrolábio do árabe.

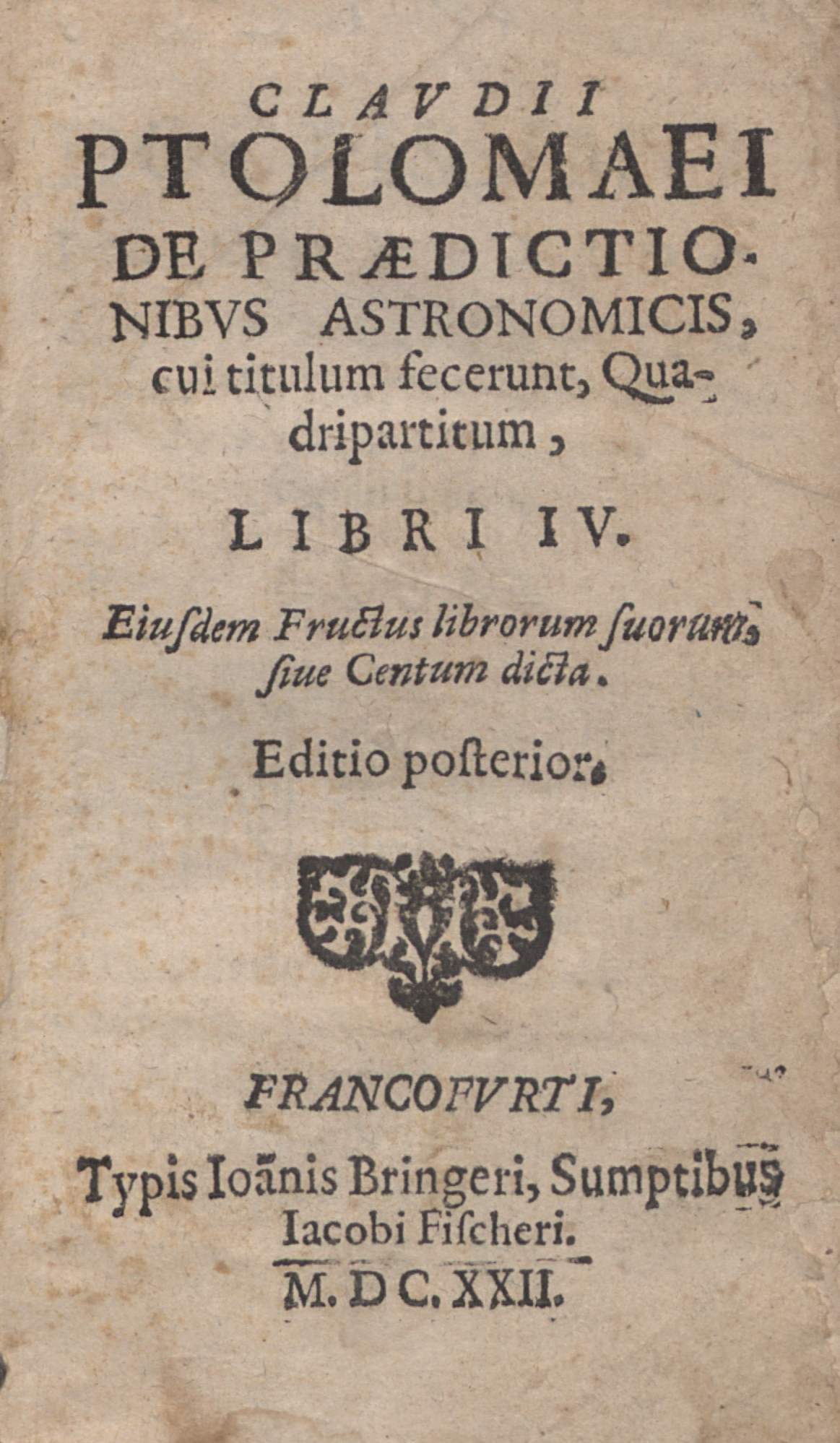
Quadripartitum, 1622

Plato de Tivoli traduziu o Livro do Nascimento do astrólogo árabe Abu 'Ali al-Khayyat para o latim em 1136. Traduziu o Tetrabiblos de Ptolomeu do árabe para o latim em 1138, as obras astronômicas de Albatani, Spherics e o Liber Embadorum de Abraão Ben Jiyah. Trabalhou juntamente com o matemático judeu Abraão Ben Jiyah. Seus manuscritos tiveram ampla circulação e foram usados dentre outros por Alberto Magno e Leonardo Fibonacci.